# 737
|  | Per a altres significats, vegeu «Boeing 737». |

El 737 (DCCXXXVII) fou un any comú començat en dimarts del calendari julià. L'ús del nom «737» per referir-se a aquest any es remunta a l'alta edat mitjana, quan el sistema Anno Domini esdevingué el mètode de numeració dels anys més comú a Europa.

## Esdeveniments
- Fi d'una epidèmia de verola al Japó iniciada el 735 i que ha matat un terç de la població del país.[1]
- 1 d'octubre, Khuttal, Àsia central: les forces àrabs d'Àssad ibn Abd-Al·lah pateixen una severa derrota davant dels turcs occidentals i es veuen obligats a desistir de les seves intencions d'invasió de la regió i retornar al Khorasan (província del Califat).
- Desembre, Balkh, Khorasan: els turcs occidentals, que havien creuat l'Oxus i avançaven cap a la capital, són sorpresos a Kharistan per les forces del governador Àssad ibn Abd-Al·lah, obtenint els àrabs una victòria decisiva.
- Es crea el regne Nan Chao dels tais i bais per la unió d'altres sis, sota la influència dels xinesos de la dinastia Tang.
- Regne dels Francs: A la mort del rei Teodoric IV, el majordom de palau Carles Martell es proclama duc dels francs i assumeix el govern sense rei. Aquell mateix any aquest inicia una campanya contra els seus veïns, incloent-hi el Ducat d'Aquitània amb el que signa un tractat de reconeixement mutu amb el duc Hunald I. Assetjà Avinyó - Setge d'Avinyó (737) - provocat per l'exèrcit dels francs dirigit pel mateix Carles que acabà amb la seva crema després de la seva captura. El Setge de Narbona que serà rebutjat pels musulmans. La batalla del Berra en la qual els francs de Carles Martell vencen els musulmans enviats de l'Àndalus per reforçar els assetjats a Narbona. La vila de Magalona, a la Septimània, és destruïda pels francs de Carles Martell.
- Regne d'Astúries: Fàfila és nomenat rei succeint al seu pare Pelai I.
- Gallese, península Itàlica: els longobards del duc Transamund II de Spoleto ocupen la ciutat i tallen la comunicació entre Roma i Ravenna.
- Exarcat de Ravenna, península Itàlica: en la seva lluita contra l'Imperi Romà d'Orient, els longobards ocupen Ravenna, la capital de l'Exarcat.
- Ducat de Baviera: Odiló esdevé duc succeint el seu pare.
- Balandjar, Khazària: els àrabs, comandats pel que serà futur califa Marwan II, ataquen el país dels khàzars, travessant el Caucas simultàniament pels passos de Darial i Bab al-Abwad, ajudats pels armenis, ocupen la capital i controlen el territori fins al Volga.

## Naixements
- Japó: Kammu, cinquantè emperador.

## Necrològiques
- Cangues d'Onís, Regne d'Astúries: Pelai I, primer rei d'Astúries (722-737)
- Regne dels Francs: Teodoric IV, rei dels francs (721-737).